# Shireen Strooker
 (octobre 2018).
Pour les articles homonymes, voir Strooker.
Shireen Strooker, née le 22 juillet 1935 à La Haye et morte le 19 avril 2018 à Middenbeemster,,, est une actrice, réalisatrice et productrice néerlandaise.

## Filmographie[4]

### Actrice

#### Cinéma et téléfilms
- 1960 : De hond van de tuinman : Dienares
- 1960 : Het grote mes : Dixie Evans
- 1961 : Spooksonate : La fille
- 1961 : Pipo in Kaliefland : Tante Anouska
- 1962 : Rikkel Nikkel (nl) : Carola
- 1966 : Als het kindje binnenkomt : Thérèse
- 1967 : Liefdesbekentenissen (nl) : Mascha
- 1967 : Ongewijde aarde (nl) : Birgitte
- 1972-1973 : Tita Tovenaar (nl) : Tante Truus
- 1975 : Rooie Sien (nl) : La femme Amstellodamoise
- 1978 : Camping (en) : Astrid Groen
- 1979 : Opname (nl) : L'infirmière
- 1981 : Charlotte S. : Mukki
- 1981 : Avondrood : Mme Walewska
- 1981 : Waldeslust : Uschi Engel
- 1982 : Een zwoele zomeravond (nl) : Leila
- 1983 : Still Smokin : La directrice adjointe
- 1985 : Het bloed kruipt : Hanna
- 1991 : Suite 215 : Mme Dunet
- 2001 : Loenatik (nl) : La femme gitane
- 2002 : Ik ben Willem (nl) : La grand-mère de Poma
- 2007 : Tussenstand (nl) : Jawa
- 2011 : Levenslied (nl) : La mère de Dylan

### Réalisatrice et productrice
- 1981 : Avondrood (nl)
- 1981 : Waldeslust
- 1982 : Een zwoele zomeravond (nl)
- 2003 : Bram Vermeulen: Daar ben ik weer
- 2003 : Jochem Myjer: Adéhadé

## Vie privée
Elle fut mariée avec le chanteur Bram Vermeulen et l'acteur Peter Faber. Elle est la mère de l'actrice Devika Strooker et des acteurs Jasper Faber et Jesse Faber.